# 1942 en Palestine mandataire
Chronologie de la Palestine
- 1938
- 1939
- 1940
- 1941
- 1942
- 1943
- 1944
- 1945
- 1946

Cette page concerne les évènements survenus en 1942 en Palestine mandataire :

## Évènements
- janvier : Le groupe Stern (nom précédent de l'organisation sioniste clandestine Lehi) tue deux membres de l'Histadrout (syndicat des travailleurs juifs)[1].
- 12 février : Arrestation d'Avraham Stern à Tel Aviv, fondateur du Lehi. Il est alors tué par un policier britannique.
- 24 février : Le MV Struma (en), transportant des réfugiés juifs de la Roumanie, alliée de l'Axe, vers la Palestine, est torpillé et coulé par le sous-marin soviétique Shch-213 (en), tuant au moins 768 civils, et peut-être jusqu'à 791, dont 785 juifs.
- 6-11 mai - La conférence de Biltmore (en), qui se tient à New York en présence de 600 délégués et dirigeants sionistes de 18 pays, s'écarte radicalement de la politique sioniste traditionnelle et demande « que la Palestine soit établie en tant que Commonwealth juif » (État), plutôt qu'en tant que « patrie ». C'est l'objectif ultime du mouvement.

## Création
- mai : La gare routière centrale de Tel Aviv (en) ouvre ses portes au public.
- 2 août : Les Britanniques créent le régiment de Palestine, composé d'un bataillon arabe et de trois bataillons juifs. Au départ, le régiment est principalement chargé de monter la garde en Égypte et en Afrique du Nord. Les Britanniques veulent également qu'il sape les efforts de Mohammed Amin al-Husseini, qui s'efforce d'obtenir le soutien des Arabes aux puissances de l'Axe contre les Alliés.
- Ihud (en) (parti politique)

## Sport
- Liga Bet (1941-1942) (en) (football)
- Coupe de la Palestine (1942) (en) (football)
- Saison 1941-1942 de football en Palestine mandataire (en)
- Saison 1942-1943 de football en Palestine mandataire (en)

## Naissances
- 21 janvier : Yigal Bibi (en), homme politique israélien.
- 12 février : Ehud Barak, 13ème chef d'état-major de Tsahal et ancien Premier ministre d'Israël.
- 28 février : Dorit Beinisch, juriste israélienne, présidente de la Cour suprême d'Israël.
- 2 mars : Meir Ariel (en), chanteur et poète israélien (mort en 1999).

## Décès
- 12 février : Avraham Stern, chef du groupe sioniste clandestin Lehi, est abattu par la police britannique dans l'appartement de Tel Aviv où il se cachait.